# Джейсън Скот Лий
Джейсън Скот Лий (на английски: Jason Scott Lee; роден на 19 ноември 1966 г.) е американски актьор и специалист по бойни изкуства. Познат е с ролите си на Брус Лий в „Дракон: Историята на Брус Лий“ и Маугли във филма „Книга за джунглата“ от 1994 г. по едноименната книга на Ръдиард Киплинг.

## Личен живот
Лий е роден в Лос Анджелис, Калифорния. Израства на Хаваите и е от китайски и хавайски произход.

## Частична филмография
- „Мулан“ (2020)
- „Тигър и дракон 2“ (2016)
- „Седмият син“ (2014)
- „Лило и Стич 2: Стич има повреда“ (2005, анимация)
- „Дракула 3: Заветът“ (2005)
- „Дракула 2: Възнесение“ (2003)
- „Лило и Стич“ (2002, анимация)
- „Войник“ (1998)
- „Книга за джунглата“ (1994)
- „Рапа Нуи“ (1994)
- „Дракон: Историята на Брус Лий“ (1993)
- „Завръщане в бъдещето 2“ (1989)